# 卡讷维尔
卡讷维尔（法語：Carneville，法語發音：[kaʁnəvil]）是法国芒什省的一个市镇，属于瑟堡区。

## 地理
卡讷维尔（49°39'50"N, 1°26'46"W）面积6.88 平方千米，位于法国诺曼底大区芒什省，该省份为法国西北部沿海省份，西、北、东北三面环大西洋，东起顺时针与卡爾瓦多斯省、奧恩省、马耶讷省和伊勒-维莱讷省接壤。
与卡讷维尔接壤的市镇（或旧市镇、城区）包括：滨海维克、费芒维尔、戈讷维尔-勒泰伊、滨海莫佩尔蒂、泰维尔。

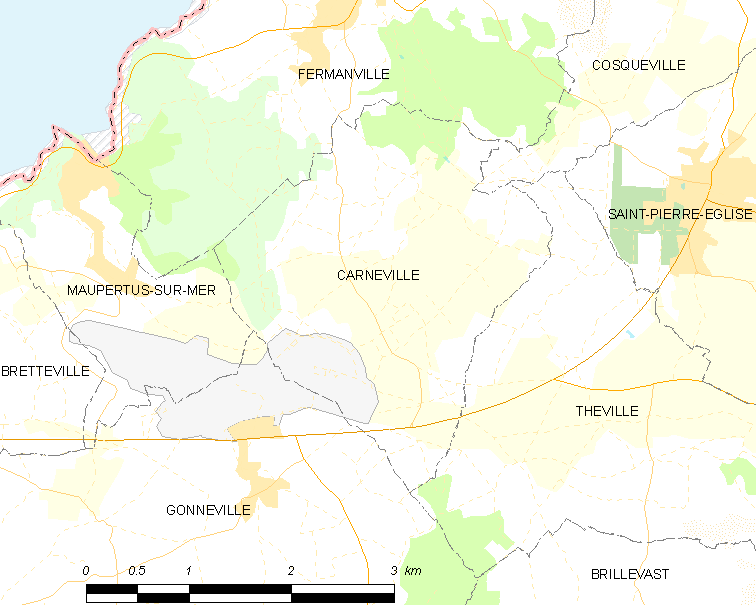
卡讷维尔的OSM定位图

卡讷维尔的时区为UTC+01:00、UTC+02:00（夏令时）。

## 行政
卡讷维尔的邮政编码为50330，INSEE市镇编码为50101。

## 政治
卡讷维尔所属的省级选区为赛尔河谷县。

## 人口

1962-2008年间卡讷维尔人口变化图示

卡讷维尔于2022年1月1日时的人口数量为240人。